# Виктор цу Вид
Принц Виктор цу Вид (нем. Viktor zu Wied; полное имя Вильгельм Фридрих Адольф Герман Виктор цу Вид (нем. Wilhelm Friedrich Adolph Hermann Viktor zu Wied); 7 декабря 1877, Нойвид, Германская империя, — 1 марта 1946, Мосбург-ан-дер-Изар, американская зона оккупации Германии) — немецкий дипломат, представитель рейнланд-пфальцской ветви немецкого княжеского дома Вид.

## Биография
Принц Виктор цу Вид был сыном генерала и политика князя Вильгельма цу Вида и Марии Нидерландской. Его старшим братом был принц Вильгельм Вид, недолго бывший в 1914 году князем Албании, а тетей — королева Румынии Елизавета Нойвидская.
Цу Вид был также породнен со шведским королевским домом: его мать была младшей сестрой Луизы Нидерландской (жены шведского короля Карла XV), а бабушка, принцесса Мария Нассау-Вайльбургская, была старшей сводной сестрой Софии Нассауской (жены шведского короля Оскара II).
Пройдя солдатскую подготовку, в 1905 году цу Вид поступил на германскую дипломатическую службу.
В 1918 году был награжден Большим крестом ордена Полярной звезды.
С 1919 года служил в посольстве Германии в Швеции. В 1922 году стал поверенным в делах Германии в Венгрии, а в следующем году был уволен в отставку. 1 января 1932 года, за год до прихода национал-социалистов к власти, вступил в НСДАП.
15 декабря 1933 года он был вновь зачислен на дипломатическую службу и стал послом в Швеции. Цу Вид занимал этот пост до начала 1943 года, когда его сменил Ганс Томсен.
В 1944 году цу Вид получил вспомоществование в размере 250 000 рейхсмарок от Адольфа Гитлера.

### Брак и дети
В браке с Гизелой Клементиной Христофорой Каролой, графиней Сольмс-Вильденфельской (1891—1976), дочерью владетельного князя Фридриха Магнуса IV Сольмс-Вильденфельского (1847—1910), родились две дочери:
- Мария Елизавета Шарлотта София Анна Полин Луиза Сольвейг (1913—1985)
- Бенинья-Виктория Ингеборг Анна Вильгельмина (1918—1972).